# Болгарський полк гренадерів СС
Болгарський полк гренадерів СС (нім. Waffen-Grenadier Regiment der SS (bulgarisches Nr 1), знаний також як Болгарський протитанковий легіон — добровольча військова одиниця Ваффен-СС, укомплектована з громадян Болгарії наприкінці Другої Світової війни. Головнокомандувач — полковник Іван Роґозаров.

## Історія
Питання про створення болгарського добровольчого легіону у складі військ СС для участі «в хрестовому поході проти більшовизму» був вперше озвучений Гіммлером в грудні 1942 року, однак цар Борис III відповів відмовою, оскільки формування такої військової частини в складі німецької армії могло послабити болгарські збройні сили.
Після того, як 9 вересня 1944 Болгарія перейшла на бік військ  антигітлерівської коаліції, а за підтримки Вітчизняного фронту її збройні сили почали вести бойові дії проти німців, військово-політичне керівництво Третього рейху ухвалило рішення про використання болгар, що залишилися у своїх військових цілях.
Першим кроком стало створення абвером диверсійно-терористичної групи (з шести болгар), яка була перекинута в Болгарію із завданням діяти за лінією фронту (група була знищена в Пірінському краї). 
Болгарський полк формувався в Австрії. До нього зголошувалися болгарські студенти, які навчалися у Німеччині, а найбільше цивільні особи — утікачі з Болгарії, які готові були із зброєю в руках боронити країну від сталінізму. Серед них були й 12 студенток із молодіжної організації «Браннік». На чолі з'єднання став Ґюнтер Альхалт, а невдовзі Ганс Бертлінґ. Від імені болгарського уряду в екзилі Александра Цанкова, командування військовою одиницею прийняв полковник Іван Роґозаров. Остаточне формування завершено у грудні 1944. Проте так і не був посланий у бій з огляду на низьку дисципліну та явні антинімецькі настрої гренадерів.

### Бій під Штокерау
Єдиний бій Болгарський полк гренадерів СС прийняв 5–7 квітня неподалік австрійського містечка Штокерау. Болгари зупинили наступ 46-ї сталінської армії на цьому напрямку, ліквідувавши 14 сталінських солдатів та 2 танкових взводи. У полку загинули 46 солдатів та 98 поранено. Відступивши у Чехію, з боями прорвалися до американської зони окупації, де склали зброю. Ось як це відбувалося:
|  | Вишикувавшись в останній раз, 250 уцілілих солдат урочисто прощалися з бойовим прапором, після чого прапороносець Радойнов його спалив. Кілька годин пізніше болгарська колона з білими прапорами з'явилася у визначений їй район. Там легіонери склали зброю, передали американським військовослужбовцям всіх радянських полонених і після цього вони переправлені до тилу 3-ї американської армії... |